# Black Widow (Zoda)
Black Widow è un singolo del rapper italiano Zoda, pubblicato l'8 gennaio 2019 come primo estratto dal primo album in studio Ufo.

## Descrizione
Prodotto dal produttore discografico italo-americano Sick Luke, si tratta della prima pubblicazione di Zoda attraverso una major, ovvero la Sony Music.

## Tracce
Testi di Daniele Sodano, musiche di Luca Antonio Barker.
1. Black Widow – 2:44